# Hereweg 132-142 (Groningen)
Het pand Hereweg 132-142 in de stad Groningen bestaat uit zes voormalige cipierswoningen in ambachtelijk-traditionele bouwstijl, die gezamenlijk zijn aangewezen als rijksmonument.

## Beschrijving

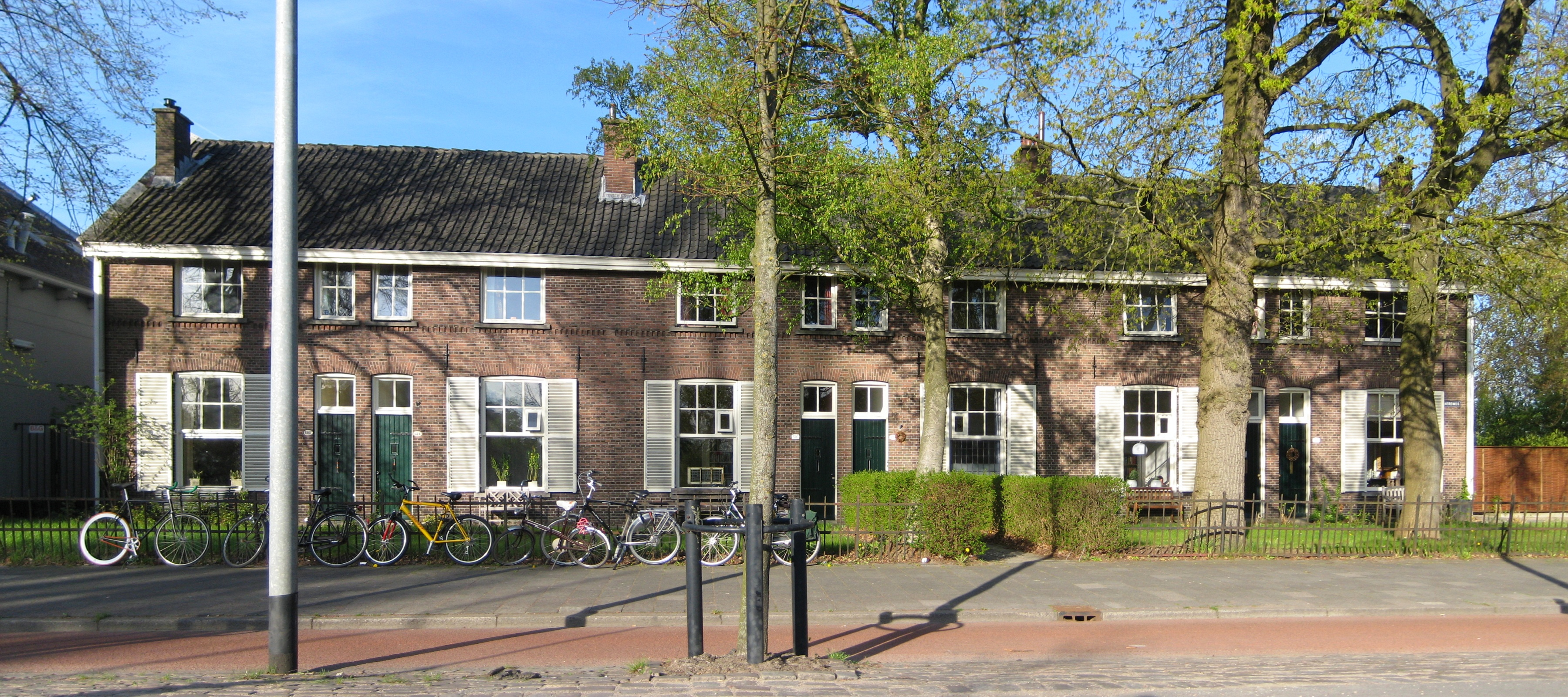
Het blok Hereweg 132-142 in 2010

De woningen, die aan de oostzijde van de Hereweg staan, werden in 1894 gebouwd voor de huisvesting van bewaarders van de aangrenzende voormalige Cellulaire Strafgevangenis (nu: Van Mesdagkliniek). Het pand, dat werd ontworpen door J.F. Metzelaar (1818-1897), is opgetrokken op een rechthoekig grondplan en bestaat uit één bouwlaag met een lage zolderverdieping onder een zadeldak, dat is belegd met grijze Hollandse dakpannen. De voorgevel is gebouwd in roodbruine baksteen. Elke woning is twee traveeën breed en heeft gevelopeningen die aan de bovenzijde worden beëindigd door flauwe segmentbogen en strekken. De vensters hebben onderdorpels van hardsteen en zijn voorzien van bovenlichten met een zesruitsroedenverdeling. Ter weerszijden van de ramen zijn houten jaloezieën geplaatst. Boven de voordeuren zitten tweedelige bovenlichten. De locatie van de balklaag van de zolderverdieping is te zien aan smeedijzeren muurankers, die over de volle breedte van het pand zijn aangebracht. De verdieping is voorzien van vensters met zes- en vierruitsroedenverdeling, waarvan de onderdorpels eveneens van hardsteen zijn vervaardigd. Daartussen bevindt zich een band van uitgemetselde bakstenen. De voorgevels worden gesloten door een in profielwerk uitgevoerde houten bakgoot met een overstek. De beide zijgevels van het pand zijn witgepleisterd. Aan de achterzijde zijn de woningen voorzien van kleine uitbouwen, die ten opzichte van elkaar zijn gespiegeld. Als erfafscheiding is aan de voorzijde een smeedijzeren hek geplaatst.
De voormalige cipierswoningen, die inmiddels door particulieren worden bewoond, zijn aangewezen als rijksmonument, omdat ze "van architectuurhistorisch en typologisch belang" worden geacht en omdat ze worden gezien als een "functioneel onderdeel van het complex van de cellulaire gevangenis".